# Etter Soehne

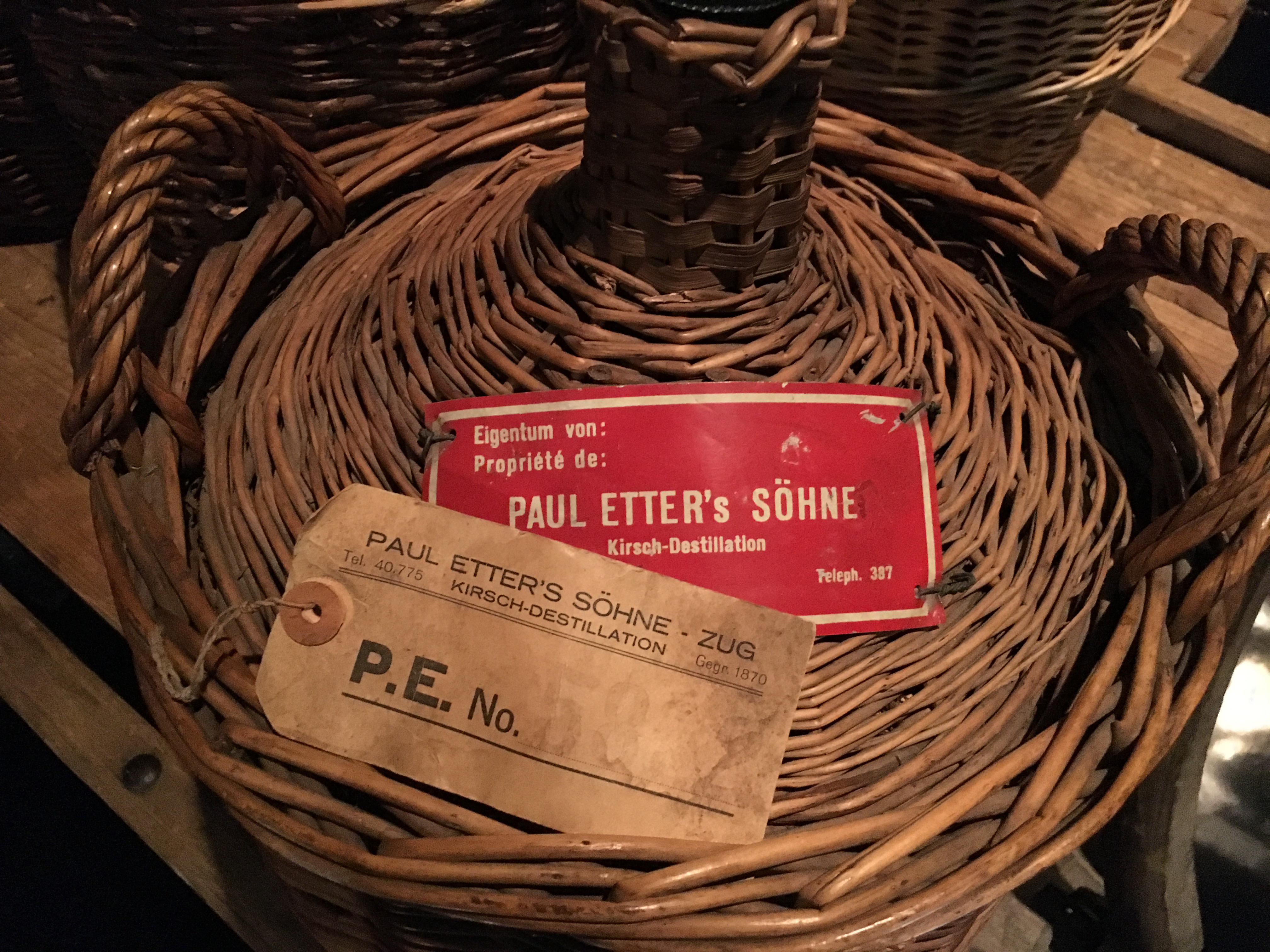
Historische Schnapskorbflasche der Firma Etter Söhne AG Distillerie

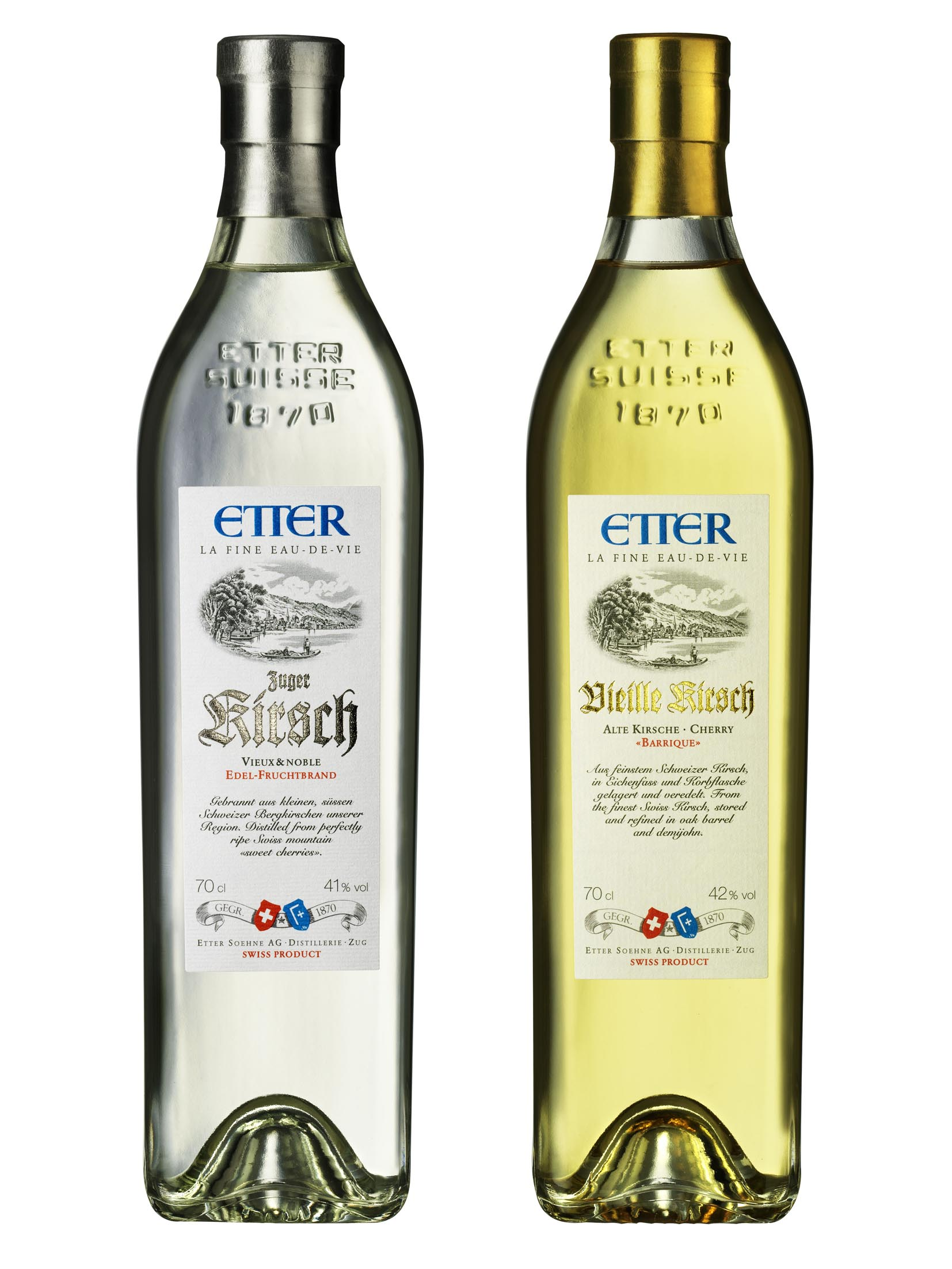
Zuger Kirsch und Vieille Kirsch der Etter Söhne Distillerie

Die Etter Soehne AG ist die älteste durchgehend betriebene und noch im Besitz der Gründerfamilie befindliche gewerbliche Brennerei in der Schweiz. Die Firma wird heute in vierter Generation geführt.

## Geschichte
Die Firma Etter Soehne AG Distillerie wurde 1870 von Paul Johann Etter (1846–1938) an der Poststrasse 23 in Zug gegründet. Doch bereits 1823 hatte dessen Vater, der Landwirt Johann Baptist Etter (1800–1872), damit begonnen, auf seinem Bauerngut „Berglihof“ in Menzingen Kirschwasser im Nebenerwerb zu brennen. Einerseits zum Eigengebrauch andererseits um Krankheiten zu kurieren, insbesondere bei seinen Kühen.
Im Jahre 1980 erfolgte der Umzug von der Poststrasse 23 in einen Neubau an der Stadtgrenze von Zug. Ein Jahr später, nach über 110 Jahren ausschliesslicher Kirsch-Destillation des Zuger Kirsch AOP, begann die sukzessive Ausweitung des Sortiments auf andere Fruchtsorten. 2007 brannte Etter seinen ersten Whisky, den Johnett, benannt nach dem Chef der dritten Generation, Hans (John) Etter (* 1949), welcher die Firma bis 2012 führte. Der Single-Malt-Whisky wird bis heute in Pinot-noir-Fässern aus dem luzernischen Kastanienbaum ausgebaut und bis zu seiner Reife in den Munitionsdepots der Höllgrotten gelagert.